# Edna May Oliver
Edna May Oliver   (Malden, 9 de novembre de 1883 - Los Angeles, 9 de novembre de 1942) va ser una actriu estatunidenca coneguda, principalment, per les seves pel·lícules dels anys 30.
Va rebre una nominació als Oscar com a millor actriu secundària per la seva intervenció a la cinta de 1939 Drums Along the Mohawk.
Va morir el dia del seu 59è aniversari degut a una oclusió intestinal que va resultar terminal.

## Filmografia
- Three O'Clock in the Morning (1923): Hetty
- Wife in Name Only (1923): Sra. Dornham
- Manhattan (1924): Sra. Trapes
- Icebound (1924): Hannah
- Restless Wives (1924): Secretària de Benson
- Lovers in Quarantine (1925): Amelia Pincent
- The Lucky Devil (1925): Sra. McDee
- The Lady Who Lied (1925)
- Let's Get Married (1926): J.W. Smith
- The American Venus (1926): Sra. Niles
- The Saturday Night Kid (1929): Sreta. Streeter
- Half Shot at Sunrise (1930): Sra. Marshall
- Fanny Foley Herself (1931): Fanny Foley
- Newly Rich (1931): Bessie Tate
- Cracked Nuts (1931): Tia Minnie Van Varden
- Laugh and Get Rich (1931): Sra. Sarah Cranston Austin
- Cimarron (1931): Sra. Tracy Wyatt
- The Conquerors (1932): Matilda Blake
- Hold 'Em Jail (1932): Violet
- Ladies of the Jury (1932): Sra. Livingston Baldwin Crane
- Penguin Pool Murder (1932): Sreta. Hildegarde Martha Withers
- Alice in Wonderland (1933): La Reina Vermella
- Meet the Baron (1933): Dean Primrose
- Ann Vickers (1933): Malvina Wormser
- Little Women (1933): Tia March
- Only Yesterday (1933): Leona
- It's Great to Be Alive (1933): Dr. Prodwell
- The Great Jasper (1933): Madame Talma
- The Poor Rich (1934): Harriet Spottiswood
- We're Rich Again (1934): Maude Stanley
- Murder on the Blackboard (1934): Hildegarde Withers
- The Last Gentleman (1934): Augusta Pritchard
- A Tale of Two Cities (1935): Sreta. Pross
- No More Ladies (1935): Sra. Fanny 'Àvia' Townsend
- Murder on a Honeymoon (1935): Hildegarde Withers
- The Personal History, Adventures, Experience, & Observation of David Copperfield the Younger (1935): Tia Betsy Trotwood
- Romeo and Juliet (1936): Infermera de Juliet
- Rosalie (1937): Reina de Romanza
- My Dear Miss Aldrich (1937): Sra. Lou Atherton
- Parnell (1937): Tia Ben Wood
- Little Miss Broadway (1938): Sarah Wendling
- Paradise for Three (1938): Sra. Julia Kunkel
- Drums Along the Mohawk (1939): Sra. McKlennar
- Nurse Edith Cavell (1939): Comtessa de Mavon
- Second Fiddle (1939): Tia Phoebe
- The Story of Vernon and Irene Castle (1939): Maggie Sutton
- Pride and Prejudice (1940): Lady Catherine de Bourgh
- Lydia (1941): Sarah MacMillan